# Оплан
Оплан (на норвежки: Oppland) е фюлке в Норвегия с обща площ от 25 192 km² и население 183 851 души (2008). Административен център е град Лилехамер.

## Административно деление
Фюлке Оплан се състои от 26 общини.